# Nao Deguchi
Nao Deguchi (actual Fukuchiyama, Prefectura de Kyoto, 22 de gener de 1837 - 6 de novembre de 1918), va ser la fundadora de la religió Omoto-Kyo al Japó.
Nao Deguchi era una pagesa amb poca formació i escassos recursos, que va patir la mort del seu home i diversos fills. El 1896, als 56 anys, a punt de la desesperació, va ser posseïda per un esperit benvolent. Analfabeta, va començar a escriure textos que era incapaç de llegir. Aquests escrits feien referència a la vida espiritual i a un nou ordre social. El 1898, quan ja havia reunit un cert nombre de seguidors, va conèixer n'Onisaburo, que després es va casar amb la seva filla Sumiko. Com a gendre, va adoptar el nom d'Onisaburo Deguchi, essent el gran difusor de les seves creences.